# Altopiano della Renga
L'Altopiano della Renga è una conca di origine carsica, situata nel comune di Capistrello (AQ) in Abruzzo a circa 1 400 m s.l.m..

## Origini del nome

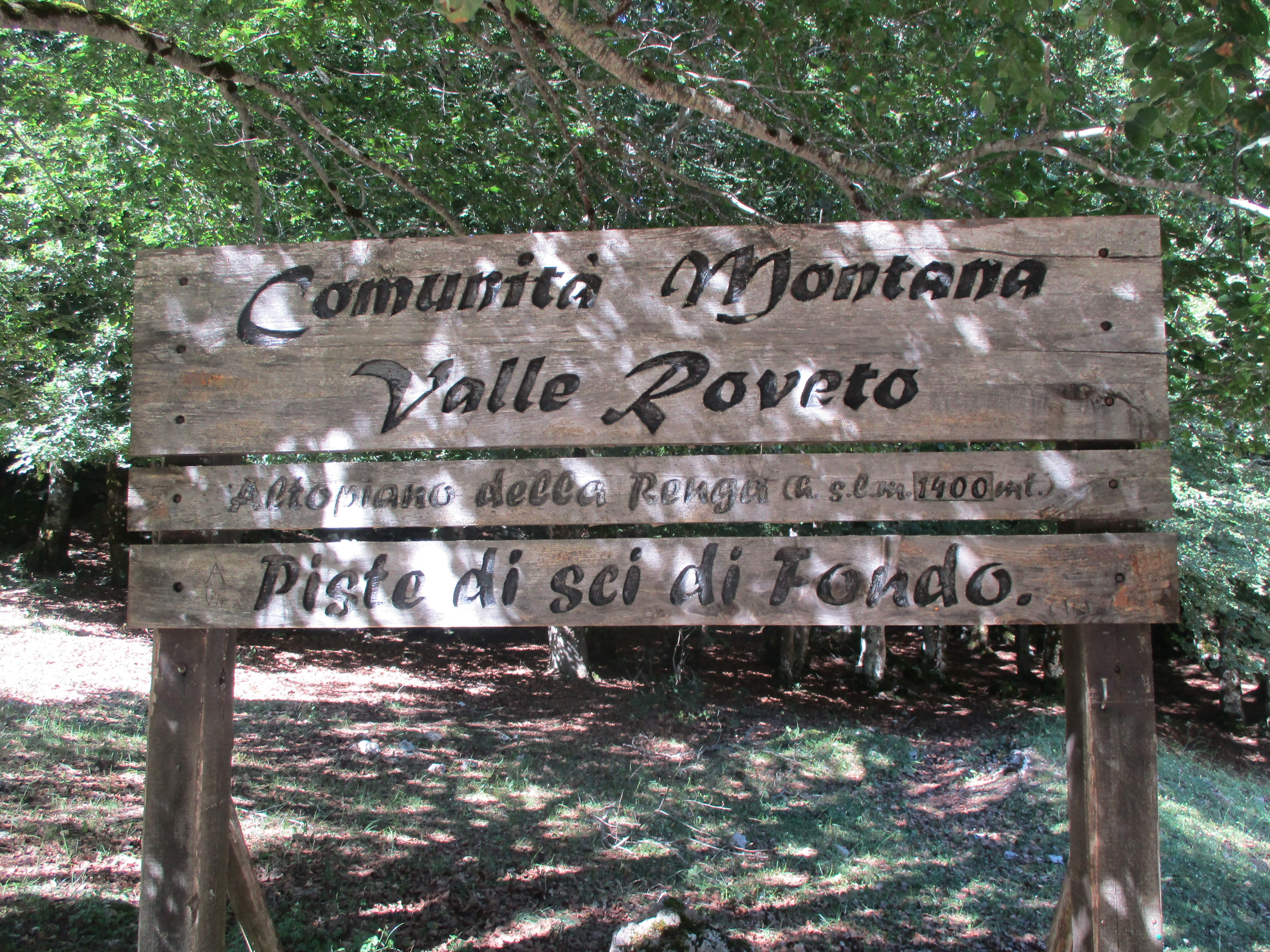
Ingresso dell'altopiano

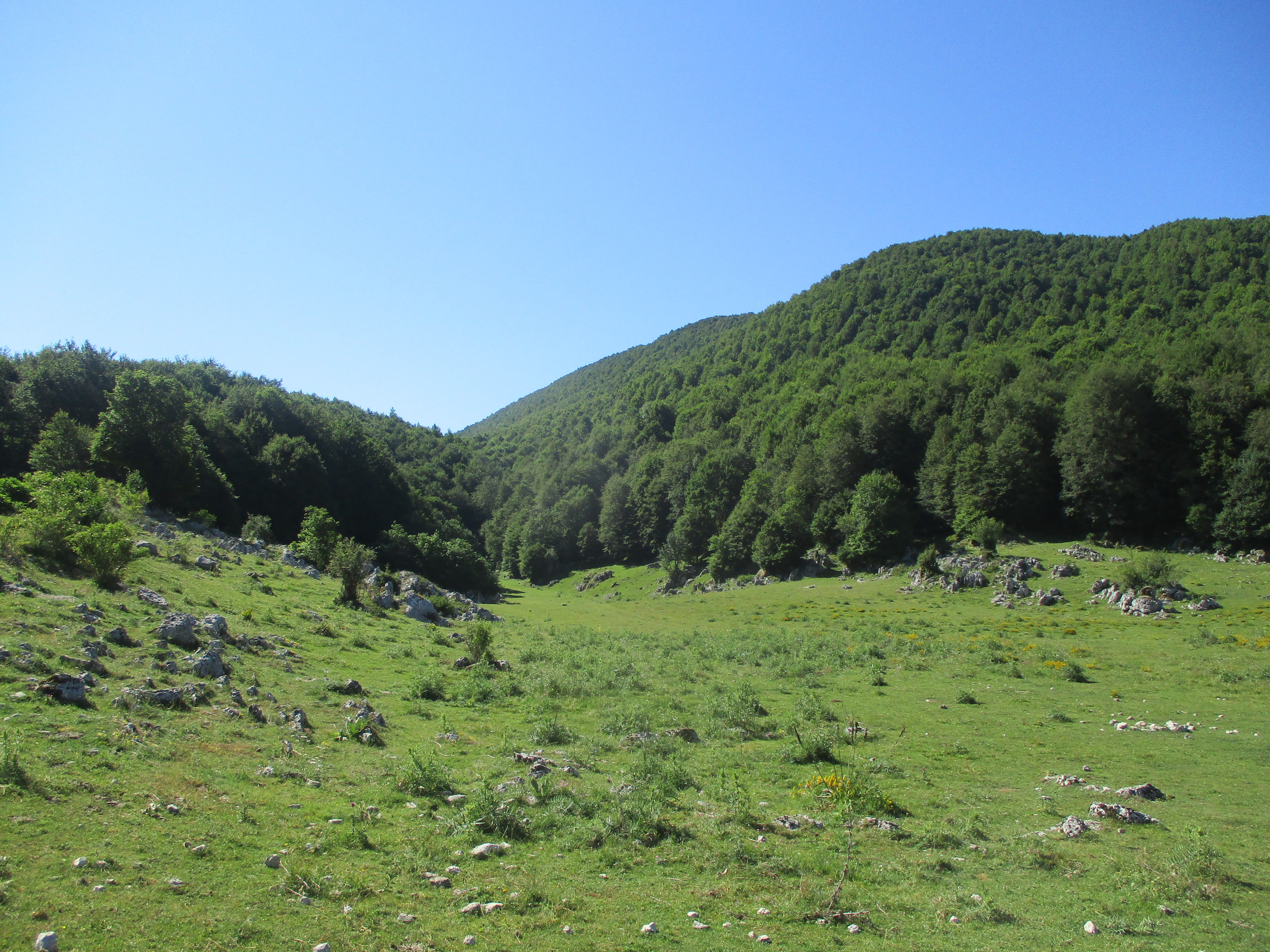
Le brecce della Renga

L'origine del nome Renga non è chiara e potrebbe essere legata al termine latino "arenga" che testimonia la presenza in luoghi isolati di una comunità religiosa oppure dal termine Arengo in uso nel Medioevo indicante il luogo in cui i cittadini influenti si riunivano e si organizzavano contro i feudatari. 
Altre ipotesi legherebbero il toponimo al termine "ara", roccia sulla quale si compivano sacrifici in modo rituale, oppure ad aringa, pesce che in passato veniva acquistato affumicato nei mercati ittici più vicini; essendo un cibo a lunga conservazione veniva acquistato abitualmente nei mercati dove si effettuavano le compere anche a distanza di diversi giorni.  Di certo tra il XVIII e il XIX secolo la località era nota con il toponimo di Aringa. 
Gli abitanti del luogo la identificano con il nome di Aregna o Aregnetta.

## Storia

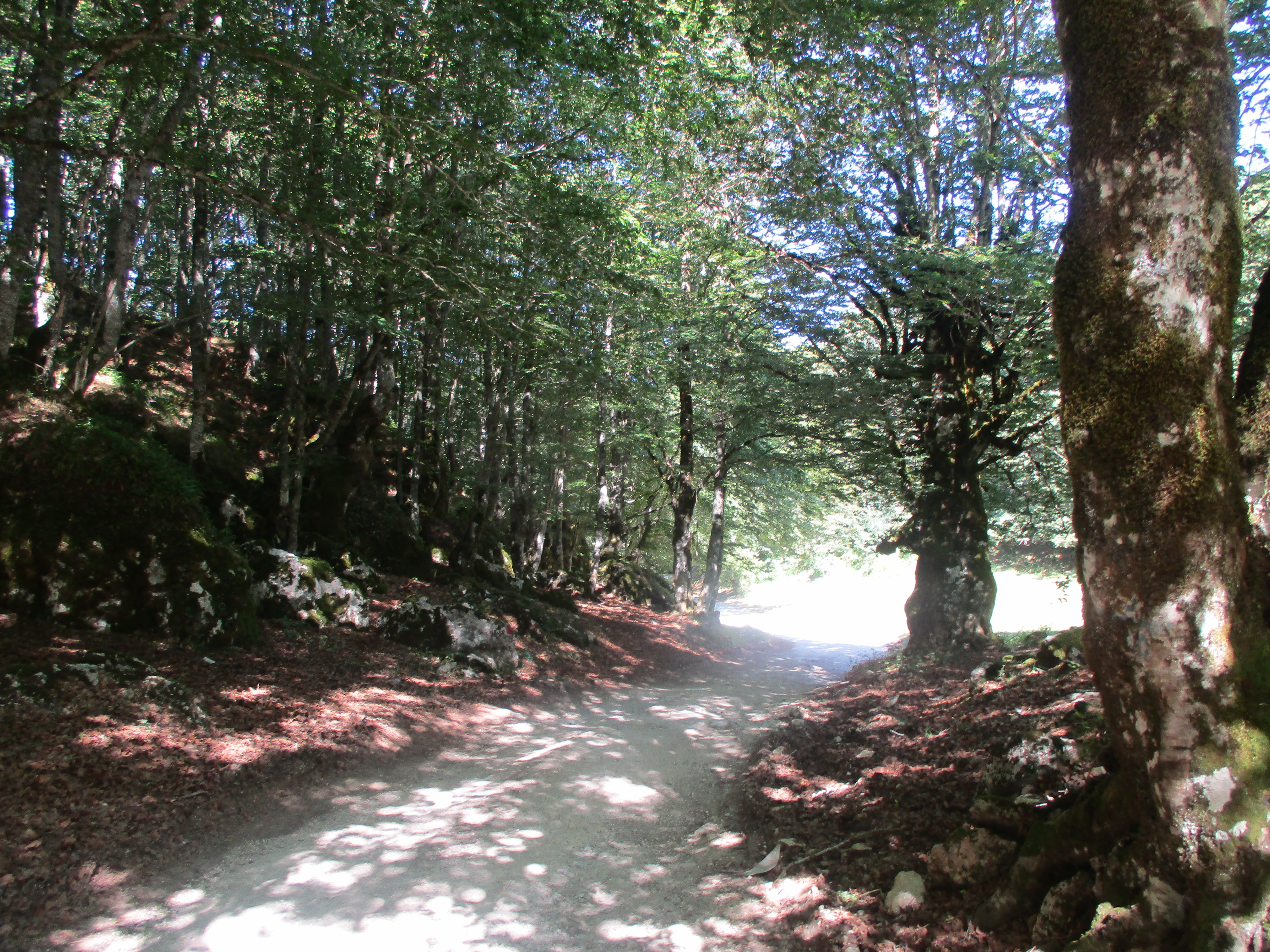
Sentiero nella faggeta

In epoca preromana il territorio, non distante dalle città antiche di Antinum ed Anxa era controllato dal popolo italico dei Marsi. 
L'area situata al confine del Regno delle Due Sicilie con lo Stato Pontificio fu durante il XIX secolo al centro delle vicende legate al brigantaggio. Nei territori montani tra Filettino e Capistrello furono numerosi gli scontri che si verificarono tra i briganti, le milizie civiche e la Guardia nazionale prima e dopo l'Unità d'Italia. 
Nella prima metà del XX secolo in questo territorio veniva estratto il carbone di legna.
Durante la seconda guerra mondiale la catena montuosa della Renga ha rappresentato un rifugio per i prigionieri evasi dal campo di concentramento di Avezzano e da quelli abruzzesi.

## Descrizione
L'altopiano prossimo alla strada provinciale 63 Simbruina si trova a 1 360 m s.l.m. tra i comuni di Capistrello (AQ) e Filettino (FR) segnando il confine della Marsica con il parco laziale dei monti Simbruini. A livello geologico le cosiddette "brecce della Renga", ovvero il sistema carsico che caratterizza il pianoro, si è formato tramite la sedimentazione del processo tettonico. Lungo la catena montuosa della Renga, tra i comuni di Capistrello e Castellafiume, si trova un bosco misto vetusto e una faggeta situata a oltre 1 700 m s.l.m.
Percorsi escursionistici permettono di raggiungere le località limitrofe della Renghetta, Colle Mozzone, Campo Ceraso, Monna della Forcina, Cima Ceriotta, Gli Stazzi-Colle Arcaro e il Nido delle Aquile.

### Ascensioni
- Monte Viglio
- Monte Tarino
- Monte Tarinello
- Monte Cotento
- Monte Viperella (Monti Simbruini)
- Serra Sant'Antonio
- Campo Staffi